# 7-ма окрема мотострілецька бригада (РФ, Донбас)
7-ма окрема гвардійська мотострілецька Чистяковська бригада (7 ОМСБр, в/ч 08807) — збройне формування 2-го армійського корпусу окупаційних військ РФ на Донбасі. Формально знаходиться у підпорядкуванні терористичної організації "ЛНР".

## Історія
Формування було утворене на базі формувань проросійських угруповань у Торезі, а також частково угруповання Гіркіна.
У 2016 році військовослужбовці-артилеристи бригади проходили підготовку у Михайлівській військовій артилерійській академії, м. Санкт-Петербург, РФ. Пошуковці змогли встановити шлях Андрія Грінченка, члена бригади, що проходив курс підвищення кваліфікації у академії.
21 травня 2016 року полковник Олександр Бушуєв, командир бригади і громадянин РФ, спробував вивезти на територію РФ без документів позашляховик Acura MDX, що належав зниклому раніше безвісти власнику.
29 червня 2016 року стався замах на одного з командирів бригади, позивний «Мачете».
3 липня 2016 року під Харцизьком на залізничному переїзді на фугасі було підірвано командира бригади Олександра Бушуєва, від вибуху той помер.
30 вересня 2017 року командир 3 мотострілецького батальйону Юрій Свиридов «Мачете» підозрювано вбив учасницю збройних формувань, громадянку Росії Анастасію Ткачову.
З 31.12.2022 року бригада офіційно увійшла до складу ЗС РФ, номер в/ч з 08807 змінився на 40321. У бригаді додатково створено 4-й стрілецький (лінійний) батальйон, окремий штурмовий батальйон «Шторм» , 2720, 2736, 2738 ТРВ.

## Дислокація
Формування дислокувалося у м. Дебальцеве. Станом на квітень 2017 року, передислокована до м. Брянка.

## Склад
- Штаб
- 1-й мотострілковий батальйон
- 2-й мотострілковий батальйон
- 3-й мотострілковий батальйон
- Танковий батальйон
- Гаубичний самохідно-артилерійський дивізіон
- Гаубичний артилерійський дивізіон
- Зенітно-ракетний дивізіон
- Реактивний артилерійський дивізіон
- Рота матеріального забезпечення
- Розвідувальна рота
- Ремонтна рота

## Командування
- (2014—2016) полковник Олександр Бушуєв «Заря»†

## Втрати
З відкритих джерел відомо про деякі втрати 7 ОМСБр під час вторгнення в Україну: 